# Герб Дзержинского района (Калужская область)
Герб Дзержи́нского муниципального района Калужской области Российской Федерации.
Герб утверждён Решением № 258 Дзержинского районного 17 июля 2008 года.
Герб внесён в Государственный геральдический регистр Российской Федерации с присвоением регистрационного номера № 4237.

## Описание герба
«В четверочастном червлёном, зелёном, лазоревом и вновь червлёном поле поверх всего — серебряный свиток, разворачиваемый в левую перевязь и сопровождаемый в первой четверти золотым трилистным крестом, а в четвертой — двумя золотыми мечами в крест».

Герб Дзержинского района может воспроизводиться в двух равно допустимых версиях:
без вольной части;
с вольной частью (четырехугольником, примыкающим к верхнему правому углу щита с воспроизведённым в нем гербовым щитом Калужской области).
Версия герба с вольной частью применяется после соответствующего законодательного закрепления порядка включения в гербы муниципальных образований Калужской области вольной части с изображением гербового щита Калужской области.
Герб Дзержинского района в соответствии с «Методическими рекомендациями по разработке и использованию официальных символов муниципальных образований», утверждёнными Геральдическим советом при Президенте Российской Федерации 28.06.2006 (гл. VIII, п. 45), может воспроизводиться со статусной короной установленного образца.

## Символика герба
Герб Дзержинского района языком символов и аллегорий отражает исторические, культурные и экономические особенности края.
Территория, входящая в современный район имеет богатую интересную историю. Эти земли были заселены славянскими племенами более тысячи лет назад, и благодаря своему территориальному расположению, постоянно находились в гуще исторических событий.
Именно здесь в 1480 году произошло известное Стояние на реке Угре, которое фактически положило конец монголо-татарскому игу. Изображение скрещённых мечей в гербе района напоминает об этом знаменательном событии.
Крест в гербе символизирует многочисленные памятники культуры — храмы, самый известный из которых Тихонова пустынь, обитель преподобного Тихона Калужского чудотворца.
Символика белого (серебряного) свитка многозначна:
— Дзержинский район — исторический центр бумажного производства России. В 1785 году князь Я. А. Козловский начал строительство бумажной фабрики на реке Шане. В настоящее время здесь работает Кондровский и Полотняно-заводский бумажные предприятия, Троицкая бумажная фабрика.
— Свиток как символ творчества и вдохновения аллегорически указывает на пребывание в этих краях великого русского поэта Александра Сергеевича Пушкина: семье Гончаровых принадлежало имение Полотняный завод.
Деление щита образно отражает проходящие через территорию района железнодорожную магистраль Тула—Калуга—Вязьма и две автомагистрали: Москва—Киев и Калуга—Юхнов.
Чередование красных и зелёных частей отражает многообразие природы района.
Жёлтый цвет (золото) — символ урожая, богатства, стабильности, уважения и интеллекта.
Белый цвет (серебро) — символ чистоты и совершенства, мира и взаимопонимания.
Красный цвет — символ мужества, силы, трудолюбия, красоты.
Голубой цвет — символ чистоты помыслов, чести, преданности, истины и добродетели.

## История герба
Герб района разработан Союзом геральдистов России.
Авторы герба: идея — Константин Мочёнов (Химки); обоснование символики — Кирилл Переходенко (Конаково); художник и компьютерный дизайн — Оксана Фефелова (Балашиха).